# Roman Kreuziger
Roman Kreuziger (Moravská Třebová, 6 de maig de 1986) és un ciclista txec que fou professional des del 2006 al 2021.
Kreuziger fou un ciclista tot terreny, ja que es defensa bé en etapes de muntanya, però també a les contrarellotges. En el seu moment, es considerà una de les joves promeses del ciclisme, sobretot després de guanyar el Campionat del Món en categoria Júnior el 2004.
El 2008, amb tan sols 22 anys, va guanyar la Volta a Suïssa, confirmant les potencialitats com a ciclista. Va guanyar també l'edició 2009 del Tour de Romandia. Es va retirar el 2021 amb 15 victòries professionals.
El seu pare, Roman Kreuziger, també fou ciclista.

## Carrera
El 2006 passà al professionalisme dins l'equip Liquigas després d'una reeixida carrera amateur en què guanyà el Campionat del Món de Ciclisme Júnior el 2004 i una etapa al Giro de les Regions de 2005. El 2007 mostrà les seves habilitats en la contrarellotge, quedant en segona posició del pròleg de la París-Niça i el Tour de Romandia. En aquesta darrera cursa acabà sisè de la classificació general. La seva primera victòria com a professional l'aconseguí a la segona etapa de la Settimana Ciclistica Lombarda. A finals del 2007 finalitzà la primera gran volta, la Volta a Espanya, en la posició 21a.
El 2008 fou l'any de la seva eclosió. Finalitzà segon de la classificació general del Tour de Romandia, sols 35" per darrere d'Andreas Klöden. Poc després arribà la victòria a la Volta a Suïssa. El 2009 tornà a demostrar la seva estima per les terres suïsses, en guanyar el Tour de Romandia.
Tot i alguna bona participació en les grans voltes, especialment al Giro d'Itàlia de 2011 quan guanyà la classificació dels joves i acabà el cinquè de la general, no serà fins al Giro d'Itàlia del 2012 quan aconsegueixi guanyar la seva primera etapa. Fou en la 19a etapa, amb final a l'Alpe di Pampeago, quan arribà en solitari, per davant Ryder Hesjedal.
Al juny del 2014, unes anomalies al passaport biològic, el fan perdre el Tour de França i motiva una investigació de l'UCI.

## Palmarès
- 2004
  -  Campió del món júnior en ruta
  - 1r a la Copa del món UCI júnior
  - 1r al Gran Premi Rüebliland
- 2005
  - Vencedor d'una etapa del Giro de les Regions
- 2007
  - 1r del Trofeu Ciutat de Borgomanero, amb Vincenzo Nibali
  - Vencedor d'una etapa de la Settimana Lombarda
- 2008
  - 1r de la Volta a Suïssa i vencedor d'una etapa
- 2009
  - 1r del Tour de Romandia i vencedor d'una etapa
- 2010
  - 1r al Giro de Sardenya i vencedor d'una etapa
  - Vencedor de la classificació dels joves de la París-Niça
- 2011
  - Vencedor d'una etapa del Giro del Trentino
  -  1r de la Classificació dels joves al Giro d'Itàlia
- 2012
  - Vencedor d'una etapa al Giro d'Itàlia
- 2013
  - 1r a l'Amstel Gold Race
- 2015
  - Vencedor d'una etapa a l'USA Pro Cycling Challenge
- 2016
  -  Campió de Txèquia en ruta
- 2017
  - 1r a la Pro Ötztaler 5500

### Resultats a la Volta a Espanya
- 2007. 21è de la classificació general
- 2009. 61è de la classificació general
- 2010. 28è de la classificació general
- 2013. Abandona

### Resultats al Tour de França
- 2008. 13è de la classificació general
- 2009. 9è de la classificació general
- 2011. 9è de la classificació general
- 2011. 112è de la classificació general
- 2013. 5è de la classificació general
- 2015. 17è de la classificació general
- 2016. 10è de la classificació general
- 2017. 24è de la classificació general
- 2019. 16è de la classificació general
- 2020. 109è de la classificació general

### Resultats al Giro d'Itàlia
- 2011. 5è de la classificació general.  1r de la Classificació dels joves
- 2012. 15è de la classificació general. Vencedor d'una etapa
- 2015. 28è de la classificació general
- 2018. 55è de la classificació general